# پتروپاولوفکا (شهرستان ایوانوفسکی، استان آمور)
پتروپاولوفکا (به لاتین: Petropavlovka) یک منطقهٔ مسکونی در روسیه است که در استان آمور واقع شده‌است.